# Alexander Giesche
Alexander Giesche (geboren 1982 in München) ist ein deutscher Theaterregisseur und Performance-Kollektiv-Leiter.

## Leben
Giesche ging zum Studium der angewandten Theaterwissenschaft nach Gießen und setzte es 2011 mit einem einjährigen Masterprogramm bei der Akademie für experimentelles Theater und Musik DasArts in Amsterdam fort. Noch als Studierender war er (zusammen mit Lea Letzel) mit dem halbstündigen multimedialen Parforce-Stück Record of Time beim Körber Studio Junge Regie eingeladen. Es eröffnete das Festival und wurde ein Höhepunkt, „eine Sisyphosiade zwischen Stress und slapstickhafter Komik“", das nicht den Festival-Wettbewerb aber den Kritiker-Preis gewann.
Nach Abschluss des Studiums 2012 war Alexander Giesche von 2012 bis 2014 als Artist in Residence beim Theater Bremen. In der Theaterkritiker-Umfrage der Fachzeitschrift Theater heute wurde Giesche 2014 und erneut 2016 zum Nachwuchsregisseur des Jahres gewählt. 2015 war er mit der Inszenierung Der perfekte Mensch beim Theater Bremen zum Festival Radikal jung in München eingeladen.
In den Spielzeiten von 2015 bis 2017 war er mit seinem spielzeitübergreifenden Projekt „Future Shock“ an den Münchner Kammerspielen engagiert. Dafür schuf er das jugendbewegte Theater-Kollektiv GIESCHEand, dessen  künstlerischer Leiter er weiterhin ist. Dessen Inszenierungen im Rahmen des Projekts „Future Shock“ wurden regulär vom Fonds Doppelpass der Kulturstiftung des Bundes gefördert. Inhaltlich geht es als roter Faden darin um die Frage nach den Auswirkungen von Fortschritt und Technologie auf unser Welterleben.
Mit seinen technologiebasierten Projekten zog Giesche die Aufmerksamkeit internationaler Festivals und Jurys auf sich. Inszenatorische Arbeiten von ihm wurden am Schauspielhaus Zürich, an den Münchner Kammerspielen, dem Frascati Theater Amsterdam, dem Kaaitheater Brussels, bei Theater der Welt Mannheim, SPIELART München, Theaterformen Braunschweig, Festival d‘Automne Paris, Junge Hunde Festival Aarhus, Festival d‘Automne Paris und dem G2T Festival in Gennevilliers, beim Festival Radikal jung München sowie dem Luzerner Theater aufgeführt.
Herausragende Auszeichnungen waren Einladungen zum Schweizer Theatertreffen (2018) und zum Berliner Theatertreffen (2020). Derzeit arbeitet Giesche als Hausregisseur am Schauspielhaus Zürich.
Seine Theaterproduktion Der Mensch erscheint im Holozän : ein Visual Poem nach Max Frisch wurde 2020 mit dem 3sat-Preis und dem Nestroy-Preis für die beste deutschsprachige Inszenierung sowie 2021 mit dem Schweizer Preis Darstellende Künste vom Schweizer Bundesamt für Kultur ausgezeichnet.

## Bedeutende Inszenierungen
- Record of time beim Körber Studio Junge Regie (3/2011)[8]
- World of Reason am Theater Bremen (3/2015)[9]
- Torture the Artist am Theater Bremen (6/2016)[10]
- 8 ½ Millionen nach dem Roman  von Tom McCarthy an den Münchner Kammerspielen (11/2016)[3]
- White Out  – Begegnungen am Ende der Welt am Theater Luzern (3/2017)[11]
- Der Mensch erscheint im Holozän : ein Visual Poem nach Max Frisch am Schauspielhaus Zürich[12]

## Auszeichnungen
- 2011: (zusammen mit Lea Letzel) Preis der Kritik beim Körber Studio Junge Regie für Record of Time
- 2014 und 2016: Nachwuchsregisseur des Jahres in der Kritikerumfrage der Zeitschrift Theater heute
- 2015: Einladung zum Festival Radikal jung mit seiner Inszenierung Der perfekte Mensch
- 2018: Einladung zum Schweizer Theatertreffen mit seiner Inszenierung White Out – Begegnungen am Ende der Welt
- 2020: Einladung zum Berliner Theatertreffen mit seiner Inszenierung Der Mensch erscheint im Holozän : ein Visual Poem nach Max Frisch für das Schauspielhaus Zürich
- 2020: 3sat-Preis für Der Mensch erscheint im Holozän im Schauspielhaus Zürich[13]
- 2020: Nestroy-Theaterpreis: Beste deutschsprachige Aufführung für Der Mensch erscheint im Holozän[14]
- 2021: Schweizer Preis Theaterproduktion für Der Mensch erscheint im Holozän[15]

## Belege
1. ↑  Was machen wir jetzt hier?, nachtkritik.de vom 30. März 2011, abgerufen am 4. März 2020.
2. ↑  Inszenierung Normcore, muenchner-kammerspiele.de, abgerufen am 4. März 2020.
3. 1 2  Inszenierung 8 1/2 Millionen, muenchner-kammerspiele.de, abgerufen am 4. März 2020.
4. ↑  Profil Alexander Giesche sowie GIESCHEand, muenchner-kammerspiele.de, abgerufen am 4. März 2020.
5. ↑  Kurzbiografie Alexander Giesche, berlinerfestspiele.de vom Februar 2019, abgerufen am 4. März 2020.
6. ↑  Wenn uns die Welt entgleitet, tagesanzeiger.ch vom 26. Januar 2020, abgerufen am 4. März 2020.
7. ↑  Spielplan 2019/20 des Schauspielhaus Zürich: «Theater besteht darin, Gegensätze zu denken» (Seite nicht mehr abrufbar, festgestellt im Juni 2023. Suche in Webarchiven), abgerufen am 4. März 2020.
8. ↑  Elske Brault: Die Talente von morgen, Rezension auf nachtkritik.de vom 15. März 2017, abgerufen am 4. März 2020.
9. ↑  Tim Schomacker: Men from the Moon, Rezension auf nachtkritik.de vom 14. März 2015, abgerufen am 4. März 2020.
10. ↑  Stefan Schmidt: Draußen auf dem Platz, Rezension auf nachtkritik.de vom 15. Juni 2016, abgerufen am 4. März 2020.
11. ↑  Geneva Moser: Apokalypse reloaded, Rezension auf nachtkritik.de vom 15. März 2017, abgerufen am 4. März 2020.
12. ↑  „Im Rutsch mit der Natur“, nachtkritik.de vom 23. Januar 2020, abgerufen am 29. Januar 2020.
13. ↑  3sat-Preisträger Alexander Giesche. In: 3sat.de. Abgerufen am 25. Januar 2023.
14. ↑  Nestroy-Preis 2020 für Der Mensch erscheint im Holozän. In: schauspielhaus.ch. Abgerufen am 25. Januar 2023.
15. ↑  Preisverleihung 2021. Bundesamt für Kultur, abgerufen am 25. Januar 2023.

| Personendaten    | Personendaten                                       |
| ---------------- | --------------------------------------------------- |
| NAME             | Giesche, Alexander                                  |
| ALTERNATIVNAMEN  | Giesche, Alexander-Maximilian                       |
| KURZBESCHREIBUNG | deutscher Theaterregisseur und Performance-Künstler |
| GEBURTSDATUM     | 1982                                                |
| GEBURTSORT       | München                                             |